# Valák
J. R. R. Tolkien történeteiben a valák (valar) isteni jelleggel bíró, de nem isteni hatalmú lények. Szerepük a világ formálásában csak a Szilmarilok című műben jelenik meg, mely Tolkien világának mitológiai hátterét hivatott feltárni. Az egyetlen  tényleges isten, Ilúvatar (Eru) teremtményei, és ők maguk csupán az emberekhez és a tündékhez hasonlóan másodteremtő hatalommal, a létező világ megváltoztatásának képességével bírnak, abban azonban kitűnnek, hogy minden más teremtménynél több másodteremtő hatalommal rendelkeznek.

„ – De – mondta Eriol – ... csakugyan boldog lennék, ha tudhatnám, kik a valák, ők az Istenek?”

„– Mondható. – felelte Lindó – Jóllehet, az Emberek sok furcsa, kancsal mesét mondanak róluk, s ezek messze maradnak az igazságtól, és sok különös névvel is illetik őket, melyeket itt nem hallhatsz majd.”

– J. R. R. Tolkien, Az elveszett mesék könyve

## Valák
Sok ainu szívében, hatalmasabbakéban és csekélyebbekében egyaránt vágy támadt a világ formálására, a gondoskodásra; leszálltak hát Ardára, és ők lettek a valák, a Világ Erői, és kisebb hatalmú segítőik, a maiák. Valaként tizennégyet emlegetünk közülük, a legnagyobb hatalmúakat; hét úr, és ugyanennyi úrnő, akik úgy döntöttek, hogy Ardára lépnek, és valóra váltják az Ainulindalét. Később mindegyikük külön területet kapott Amanban, ahol kedvükre tevékenykedhetnek, bármit kedvük szerint alakíthatnak.

## A vala urak

### Manwe
A legnemesebb ainu, a leghatalmasabb vala fivére, Melkor után, Varda hitvese. Ilúvatar számára ő a legkedvesebb, ő érti meg legjobban akaratát és gondolatait. Az Ainulindalë során a legnagyobb figyelmet a levegőnek, a szélnek és a felhőknek szentelte. Ardában leginkább ezekkel, valamint a levegőben szálló madarakkal hozzák kapcsolatba. A Földön ő a király, a valák ura, a tanácsok irányítója, a döntések jóváhagyója. Trónja Ilmarinban, Taniquetil tetején áll. Jólelkű és bölcs.

### Ulmo
A második legnagyobb a valák urai között. Vízimádó, ő volt Arda egyik főépítésze, mindig szoros barátságban állt Manwëval. Ardában a Külső Tengerben lakik, vagy Középfölde vizei alatt. A vizek mozgását irányítja, a tengerhullámzástól egészen a hajnali harmat csöpögéséig.

### Aule
Manwe, Varda és Ulmo után a leghatalmasabb vala, a Kovács. Legjelentősebb alkotásai: a Két Lámpás, a Nap és a Hold bárkája, és a törpök népe. Minden szakértelme és tudása ellenére szerény maradt. Társa Yavanna, akivel Valinor közepén élnek. Még Ilúvatar Gyermekeinek érkezése előtt megteremtette a törpök Hét Atyját, és megtanította őket a kovácsmesterség fogásaira. Bár Ilúvatar kikötötte, hogy az ő Gyermekei előtt semmilyen más értelmes létforma nem létezhet Ardán, mégis jóváhagyta létezésüket, ám az első hét törpöt Eru elaltatta, és csak a tündék érkezése után ébredhettek fel. A törpök hagyományai a khuzdul nyelvet is Aule ajándékának tartják.

### Orome
Vána hitvese. Nagy vadász. Szerette Középföldét, gyakran megfordult ott; ménje, Nahar hátán fáradhatatlanul üldözte Melkor szörnyeit. Egyik ilyen kalandja során fedezte fel a tündéket. A legenda szerint ő vitte Középföldére a mearákat, a legnemesebb lovakat (ld.: Rohan). Kürtje a Valaróma volt.

### Mandos
Eredeti nevén Námo. Lórien és Nienna fivére, Vaire férje. A valák között ő a Végzet Ura, ő őrzi a Holtak Házát, Mandost, ahová a tündék kerülnek haláluk után. Gyakran ezért ezen a néven nevezik. Ismeri a Nagy Muzsikába foglalt csapásokat, és amikor Manwe úgy akarja, kinyilatkoztatásokat tesz ezekről. Mivel pontosan ismeri Ilúvatar szándékát, mindig szenvtelen, kissé fásult. Fivérével, Irmóval ők ketten a szellemek urai, Feanturok. Csak egyszer ébredt fel benne a sajnálkozás: Lúthien iránt, mikor énekével könyörgött Beren életéért.

### Irmo
Este társa. Mandos és Nienna fivére. A látomások és az álmok mestere. Feleségével együtt a pihenést nyújtja a valáknak és a szabad népeknek. Gyakran, épp mint fivérét, őt is lakhelye alapján Lóriennek nevezik.

### Tulkas
Az utolsó vala, aki a Földre érkezett. Ardán azért bukkant fel, hogy az Első Háborúban szembeszálljon Melkorral. Ő a legerősebb vala. Az észjárása nem túl gyors, tanácsadóként sem állja meg a helyét. Őszinte, becsületes. Nem gerjed könnyen haragra, de nem felejt egyhamar. Harc közben kacag.

## A vala úrnők

### Varda

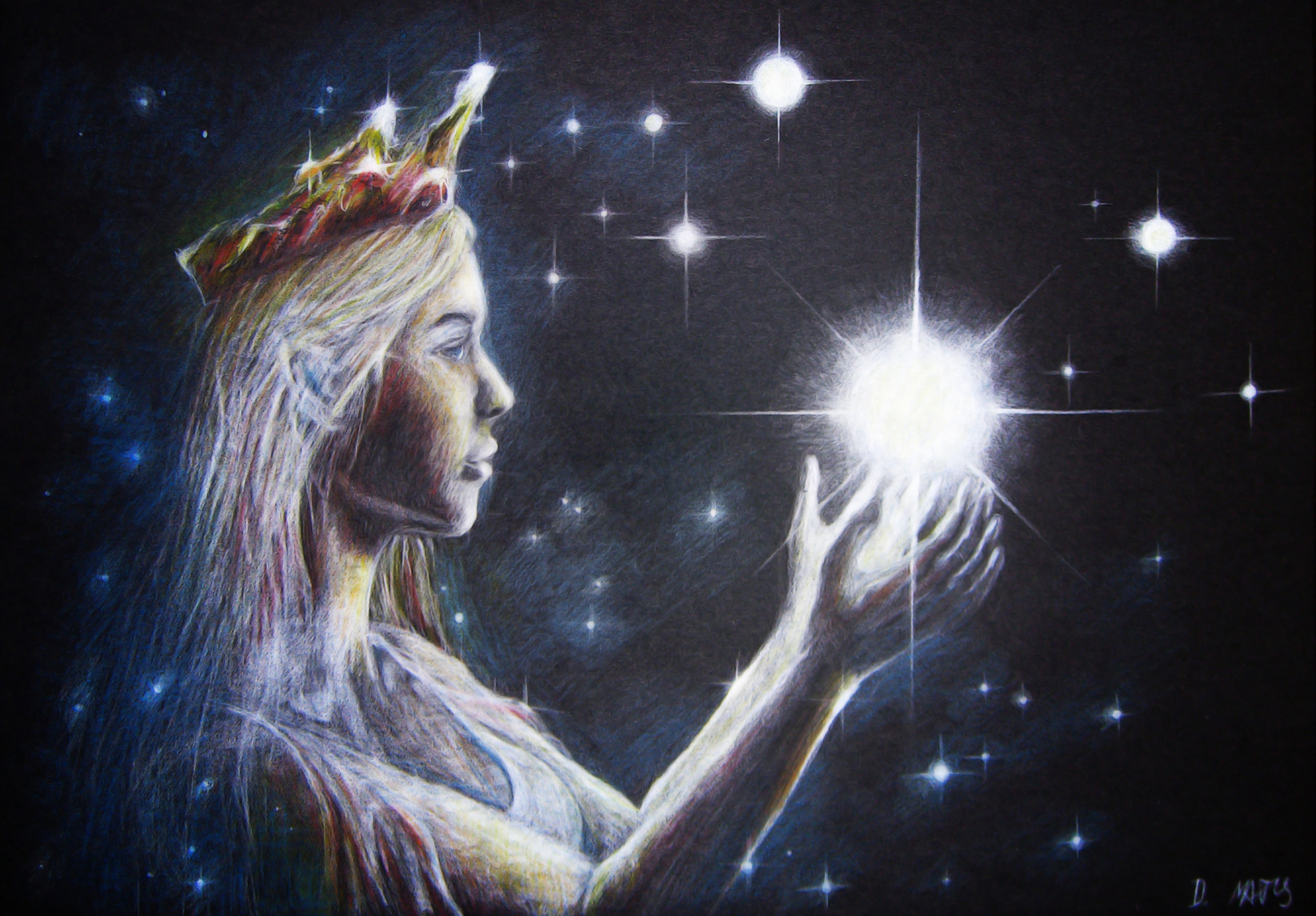
Varda, a csillaggyújtó vala (fantáziarajz)

Jelentése: pompázatos. Manwë felesége. Ilmarinban, Taniquetil ormán lakik. Melkor ősi ellensége, segít férjének az uralkodásban és Középfölde szemmel tartásában. Leginkább a fénnyel foglalkozik. Ő teremtette a csillagokat, ő töltötte meg fénnyel a Valák Lámpásait, és ő gyűjtötte össze a Két Fa harmatát. Csillagképeket alkotott, megszabta a Nap és Hold pályáját, csillag képében az égre helyezte Eärendilt. 
Csillagokkal való kapcsolata miatt ő volt a legkedvesebb a tündék számára. A Gyűrűháború során Galadriel csillag-üvegcséje révén, Samut is segítette a Banyapók barlangjában ő adott erőt a hobbitnak. Középföldén általában Elberethnek nevezték. Egyéb nevei: Gilthoniel, Elentári, Csillagok Úrnője, Fanuilos...

### Yavanna
Vána nővére, Aule felesége. A Gyümölcsadó. Ő felügyel mindenre, ami Ardán növekszik, legyen az olvar, növényi létező, vagy kelvar, állati lény. Ő járt közben az entek megteremtéséért is. Legfőbb műve Telperion, az ezüst- és Laurelin, az aranyfa. Később ezek Melkor és Ungoliant gonoszságának estek áldozatul.

### Nienna
Mandos és Lórien testvére, nem volt társa. A gyásszal foglalkozik, sajnálja a szenvedőket különösen azokat, akik Melkor miatt ismerték meg a fájdalmat. Könnyeinek gyógyító hatásuk van. Gyásza azonban nem a kétségbeesés jele, az új reményt is ő képviseli.

### Vána
Yavanna húga, Orome párja. A virágokkal és a madarakkal törődik, amelyek vidámak lesznek, ha a közelükbe kerül. Valinorban aranyvirágokat nevel.

### Vaire
Mandos társa. Állandó ragadványneve a Takács. Szőnyegeket készít, amelyekkel Mandos csarnokainak falait díszíti, és ezekbe beleszövi mindazt, mi valaha létezett az időben.

### Este
Lórien felesége. A gyógyítással, a pihenéssel, és Lórien kertjének tavaival foglalkozik.

### Nessa
A valák királynői közül sorban az utolsó. Orome húga. Karcsú és gyorslábú, szereti az őzeket és a táncot. Tulkashoz ment feleségül.

## Az Ellenség

### Melkor
A leghatalmasabb ainu és vala. Még fivérénél, Manwénél is hatalmasabb volt mindaddig, amíg a valák közös erővel ki nem rekesztették őt a Külső Sötétségbe. Tanítványa, Sauron (kit Aulétól csábított el) ármánykodásaival azonban a Gonosz eszméje még nagyon sokáig tovább élt Középföldén.

## Lásd még
- Maiák (Középfölde)
- Középfölde